# Anna Weber
Anna Weber (ur. 16 lipca 1990 w Częstochowie) – polska kompozytorka, pianistka, wokalistka. Współzałożycielka, co-CEO i dyrektorka kreatywna w firmie pomelody. Ekspertka i popularyzatorka idei wychowania przez sztukę.

## Życiorys
W 2009 ukończyła Państwową Ogólnokształcącą Szkołę Muzyczną II stopnia w Częstochowie w klasach fortepianu oraz rytmiki. Absolwentka Katedry Kompozycji Akademii Muzycznej w Krakowie oraz kierunku Dziennikarstwo i Komunikacja Społeczna na Uniwersytecie Jagiellońskim. Swoją pracę dyplomową poświęciła tematowi obiektywizmu w krytyce muzycznej. W 2014 roku z wyróżnieniem ukończyła studia na Akademii Muzycznej im. Ignacego Jana Paderewskiego w Poznaniu w klasie kompozycji. W tym samym roku zdobyła certyfikat Music Together umożliwiający nauczanie amerykańską metodą umuzykalniania dzieci i niemowląt. Zdobywczyni I nagrody Międzynarodowego Konkursu Kompozytorskiego im. Ignacego Jana Paderewskiego w Bydgoszczy oraz laureatka Polish Electronic Music Awards Munoludy 2015 w kategorii Odkrycie Roku. W latach 2014–2015 współtworzyła projekt Steve Nash & Turntable Orchestra, komponując muzykę dla orkiestry. Przez prawie 10 lat prowadziła zajęcia umuzykalniające w rozmaitych placówkach edukacyjnych (przedszkola, szkoły muzyczne i baletowe). W 2017 roku założyła wraz z mężem, Adamem Weberem startup pomelody. Współtworzyła kanał Mama Lama w serwisie Youtube, a obecnie prowadzi kanał Anna Weber, gdzie zajmuje się edukacją muzyczną dzieci i dorosłych.

## Twórczość

### Kompozycje
| Ja – tylko otchłanie na waltornię i fortepian (2010)                             | Młodzi Kompozytorzy Krakowscy, Akademia Muzyczna w Krakowie, czerwiec 2010                                                  |
| Spróbuj opiewać okaleczony świat na sopran i fortepian (2010)                    | 25.Dni Kompozytorów Krakowskich - Jubileuszowy Międzynarodowy Festiwal Muzyki Współczesnej, Filharmonia Krakowska, maj 2013 |
| P.S do Psalmu 13 na głos, saksofon altowy, kontrabas i perkusję (2011)           | Akademia Muzyczna w Krakowie, maj 2012                                                                                      |
| W dziewiętnastowiecznych pamiętnikach na blaszany sekstet dęty i perkusję (2011) | Akademia Muzyczna w Krakowie, grudzień 2011                                                                                 |
| Freski na dwa fortepiany – wraz z Piotrem Peszatem (2011)                        | Akademia Muzyczna w Krakowie, czerwiec 2012                                                                                 |
| … pawiego ogona na flet i pięć wiolonczel (2011)                                 | Konferencja Kompozytorska Neofonia, Poznań 2013                                                                             |
| Patchwork na zespół kameralny (2012)                                             | Międzynarodowy Festiwal aXes – Triduum Muzyki Nowej, Kraków 2012                                                            |
| Parfum d’un college na fortepian, perkusję i 5 głosów (2012)                     | Muzeum Sztuki i Techniki Japońskiej Manggha, Kraków, maj 2012                                                               |
| Pieśni dla dziewczynki z porem na głos i zespół kameralny (2013)                 | - |
| Sieben na 13 instrumentów i taśmę (z projekcją wideo ad libitum) (2013)          | Akademia Muzyczna w Krakowie, kwiecień 2013                                                                                 |
| Pijany jesienią. Samotny wiosną na taśmę i orkiestrę symfoniczną (2013/14)       | - |
| Mówię do Ciebie tak cicho, jakbym świecił na 15 instrumentów (2014)              | - |
| Dygresja na gitarę elektryczną, waltornię i kontrabas (2014)                     | 43. Międzynarodowy Festiwal Muzyki Współczesnej: Poznańska Wiosna Muzyczna. Poznań 2014                                     |
| Stadia rozwojowe motyla na dwa fortepiany i pozytywki (2014)                     | Międzynarodowy Konkurs Kompozytorski im. Paderewskiego w Bydgoszczy                                                         |
| Forsøk na orkiestrę symfoniczną (2015)                                           | Toruńska Orkiestra Symfoniczna, czerwiec 2015                                                                               |

### Dyskografia
- Out Of Fade - Steve Nash & Turntable Orchestra (2017)
- Humpty Dumpty - pomelody (2018)
- Old King Cole - pomelody (2018)
- Wee Willie Winkie - pomelody (2018)
- Czerwone jabłuszko - pomelody (2018)
- Ole, ole, Janko! - pomelody (2019)
- Abecadło z dźwiękiem - pomelody (2020)
- Fantazja - pomelody (2021)
- Moje pierwsze kołysanki - pomelody (2021)
- Rymowanki. Wyliczanki - pomelody (2021)
- Śpiewajmy i grajmy Małemu Dzieciątku. Pastorałki i kolędy  - pomelody (2021)
- Melodie do gotowania - pomelody (2022)
- Mam chusteczkę haftowaną - pomelody (2022)
- Głowa, ramiona, kolana, pięty - pomelody (2023)

Komponując w różnych stylach i gatunkach, współpracowała z takimi twórcami jak: Kasia Moś, Basia Gąsienica Giewont, Steve Nash, Warszawska Orkiestra Sentymentalna.

### Książki
- Mama Lama, czyli macierzyństwo i inne przypadłości życiowe (2019)
- Rok wychowania przez sztukę, czyli jak żyć kreatywnie. Tom I (2020)
- Rok wychowania przez sztukę, czyli jak żyć kreatywnie. Tom II  (2023)

## Życie prywatne
Mama trzech chłopców, edukująca domowo i stosująca dwujęzyczność zamierzoną. Określa się jako protestantka.